# Spheropistha nigroris
Spheropistha nigroris är en spindelart som först beskrevs av Yoshida, Tso och Lucia Liu Severinghaus 2000.  Spheropistha nigroris ingår i släktet Spheropistha och familjen klotspindlar.
Artens utbredningsområde är Taiwan. Inga underarter finns listade i Catalogue of Life.